# Boér-Sorbán Katalin
Boér-Sorbán Katalin (Csíkszereda,1976. –) erdélyi származású informatikus, egyetemi oktató, Boér Csaba felesége.

## Életpályája
Iskoláit szülővárosában végezte. A kolozsvári egyetem matematika-informatika karán 1998-ban elvégezte az informatika szakot, majd 1999-ben ugyanott mester fokozatot szerzett. 2000-től a rotterdami egyetemen dolgozott, majd 2002–2007 között ugyanott doktori hallgató volt. Doktori tézisét 2008-ban védte meg a rotterdami Erasmus Egyetemen.
Utána a gazdaságtudományi tanszéken tanított. Jelenleg programozó.

## Munkássága
Kutatási területe: ügynökalapú szimuláció a pénzügyi piacon.

## Könyve
- Katalin Boer-Sorbán: Agent-based simulation of financial markets. A modular, continuous-time approach, PhD Thesis, Erasmus University Rotterdam, 2008. ISBN 9789058921550.

## Cikkei (válogatás)
- Katalin Boer-Sorban, Arie De Bruin, U. Kaymak: On the Design of Artificial Stock Markets, ERIM Report Series Reference No. ERS-2005-001-LIS
- Katalin Boer-Sorban, U. Kaymak, J. Spiering: From Discrete-Time Models to Continuous-Time, Asynchronous Models of Financial Markets, ERIM Report Series Reference No. ERS-2006-009-LIS
- Katalin Boer-Sorban, U. Kaymak, Arie De Bruin: A Modular Agent-Based Environment for Studying Stock Markets, ERIM Report Series Reference No. ERS-2005-017-LIS
- Katalin Boer-Sorban, U. Kaymak, J. Spiering: From discrete-time models to continuous-time, asynchronous modeling of financial markets, Computational Intelligence, 23, 2 (2007) 142–161.